# Qızılağac
Kysyl Agatsch (aserbaidschanisch: Qızılağac) ist ein Naturschutzgebiet (Vogelschutzgebiet) an der Westküste des Kaspischen Meeres (Kysyl-Agatsch-Bucht) im Rayon Lənkəran, Aserbaidschan. Es wurde 1929 zum Naturschutzgebiet ernannt und 2018 zum fast 100.000 Hektar großen Ghizilagaj National Park erweitert.

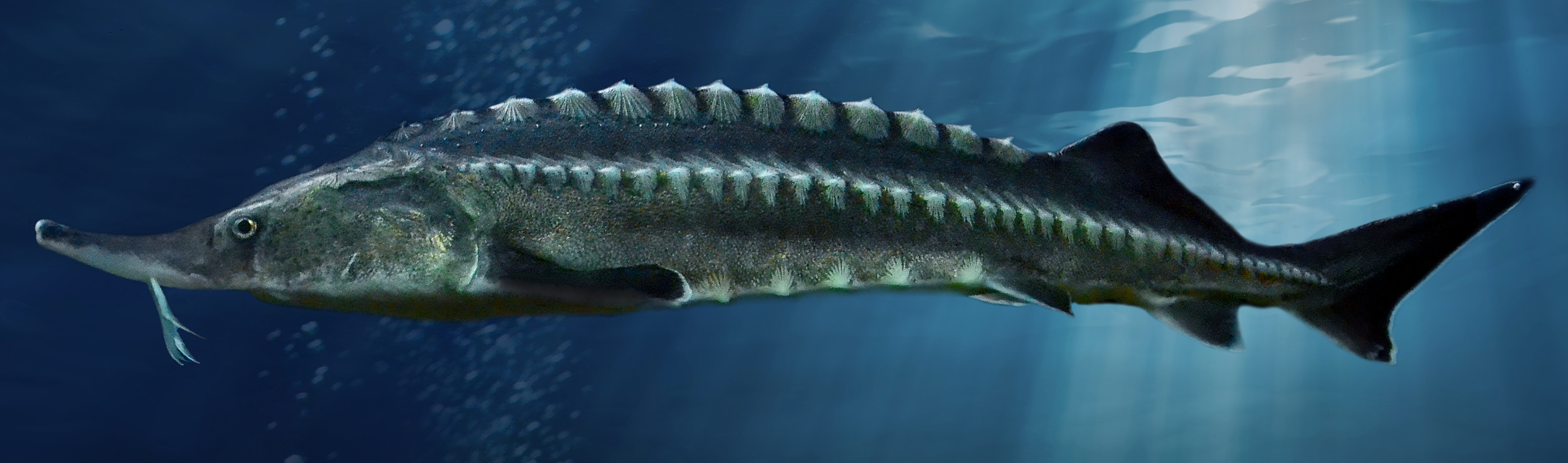
Der vom Aussterben bedrohte Beluga-Stör Huso huso zählt zu den Bewohnern des Meeresschutzgebietes

Das Ramsar-Gebiet Kysyl Agatsch war mit rund 88.360 Hektar das größte Naturschutzgebiet Aserbaidschans. Hier überwintern weltweit bedrohte Vogelarten wie die Rothalsgans und die Weißkopf-Ruderente. In den Lagunen und auf vorgelagerten Inseln findet man Rosaflamingos, aber auch der Krauskopfpelikan, Halsbandfrankolin, Reiher, Sichler, Zwergscharben und bedrohte Arten, wie den Steppenkiebitz und die Weißkopf-Ruderente.
Das Schutzgebiet Ghizilagaj National Park wird in die IUCN-Kategorie 2 eingestuft, was dem Status eines Nationalparks entspricht. Darüber hinaus beinhaltet der Ghizilagaj National Park das erste Meeresschutzgebiet des Kaspischen Meeres, wobei die Wasserfläche etwa ein Drittel des Parkes ausmacht. Das Gebiet soll zur Rettung von sechs Arten beitragen, die unmittelbar von der Ausrottung bedroht sind, darunter der Kaspische Lachs und der Beluga-Stör.
Die Umweltschutzinitiativen The Blue Marine Foundation und International Dialogue for Environmental Action (IDEA) setzen sich schon länger für den Schutz des Kaspischen Meeres ein und hoffen, dass weitere Naturschutzgebiete zum Erhalt der im Nationalpark lebenden Arten beitragen werden.

## Galerie

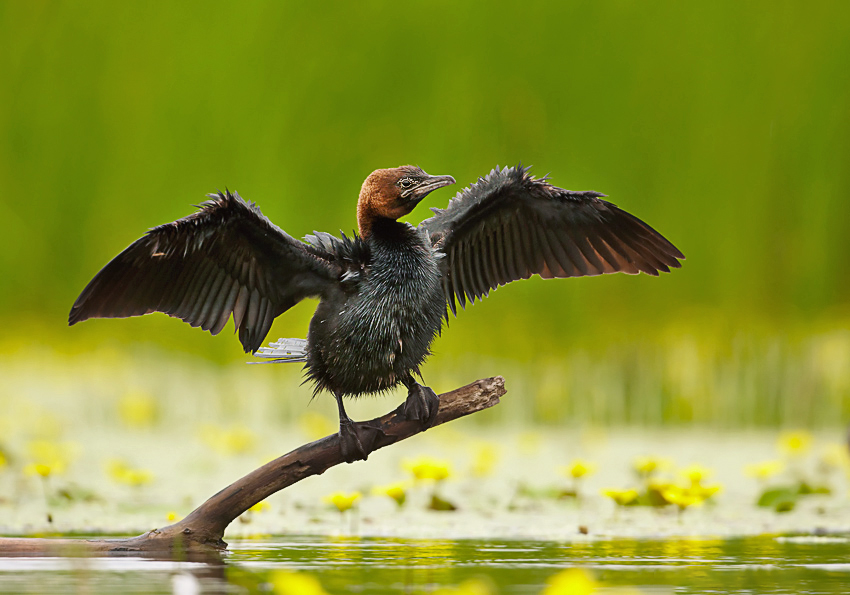
Zwergscharbe Microcarbo pygmeus
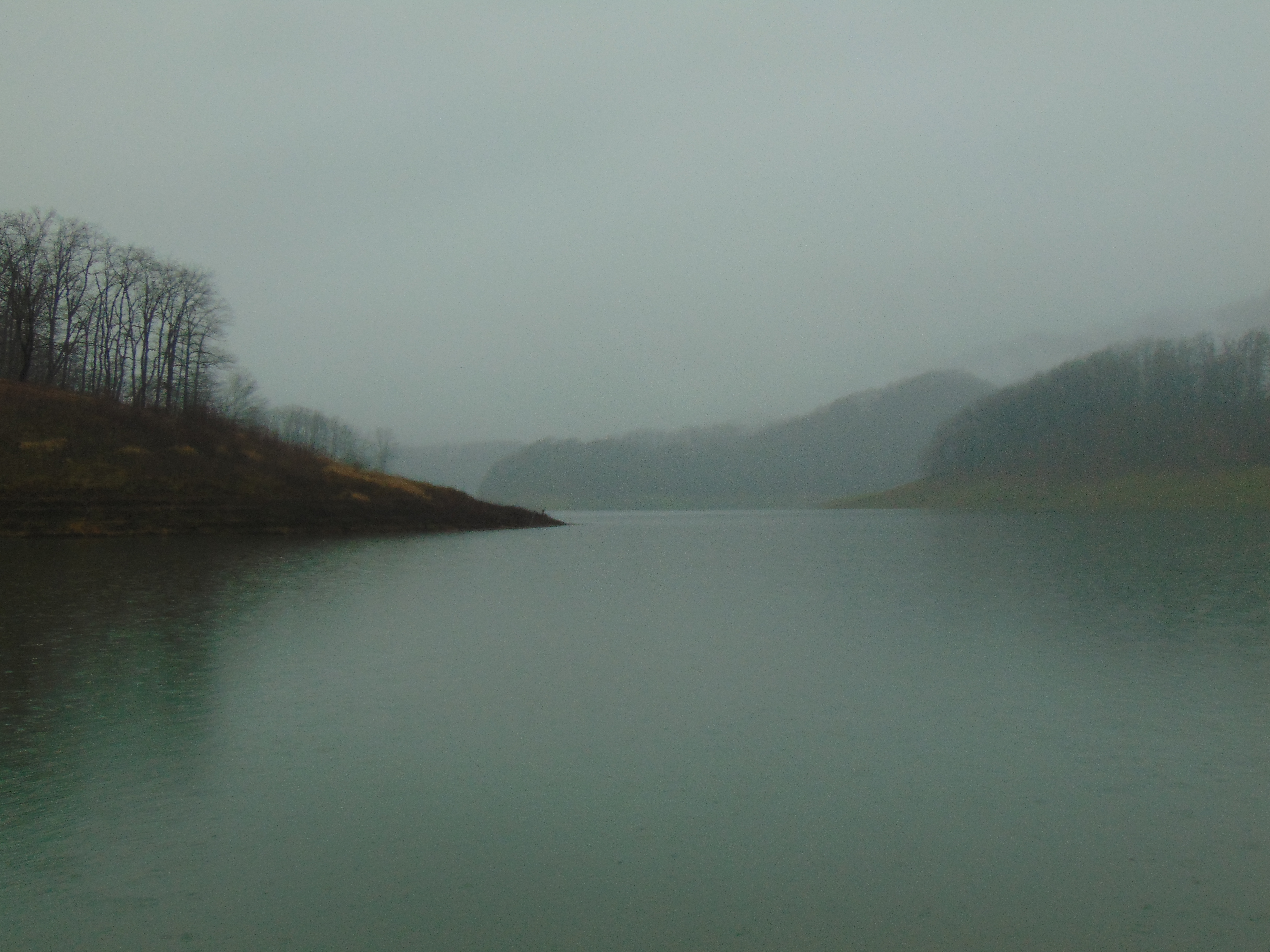
Rayon Lənkəran, Aserbaidschan
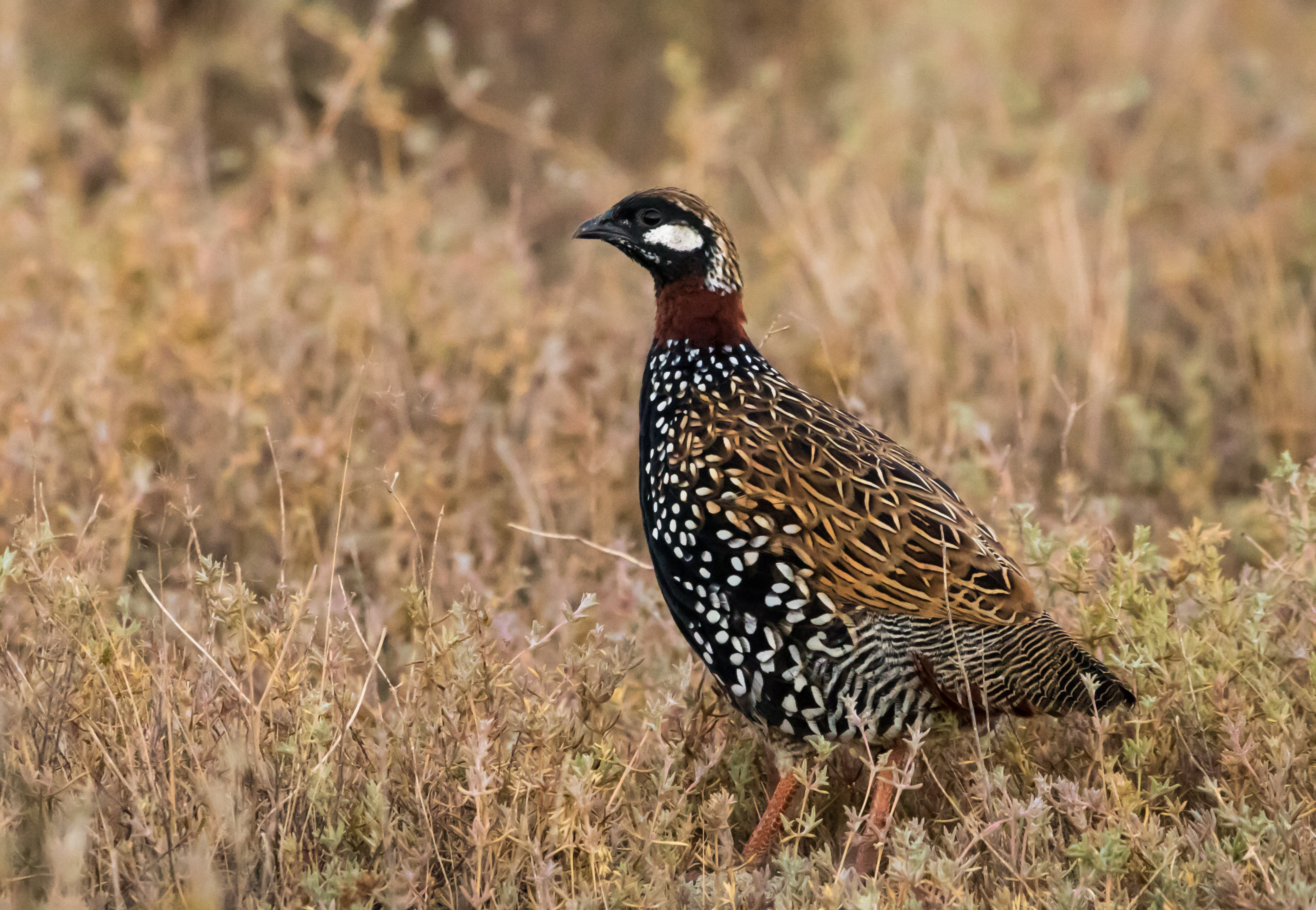
Halsbandfrankolin Francolinus francolinus
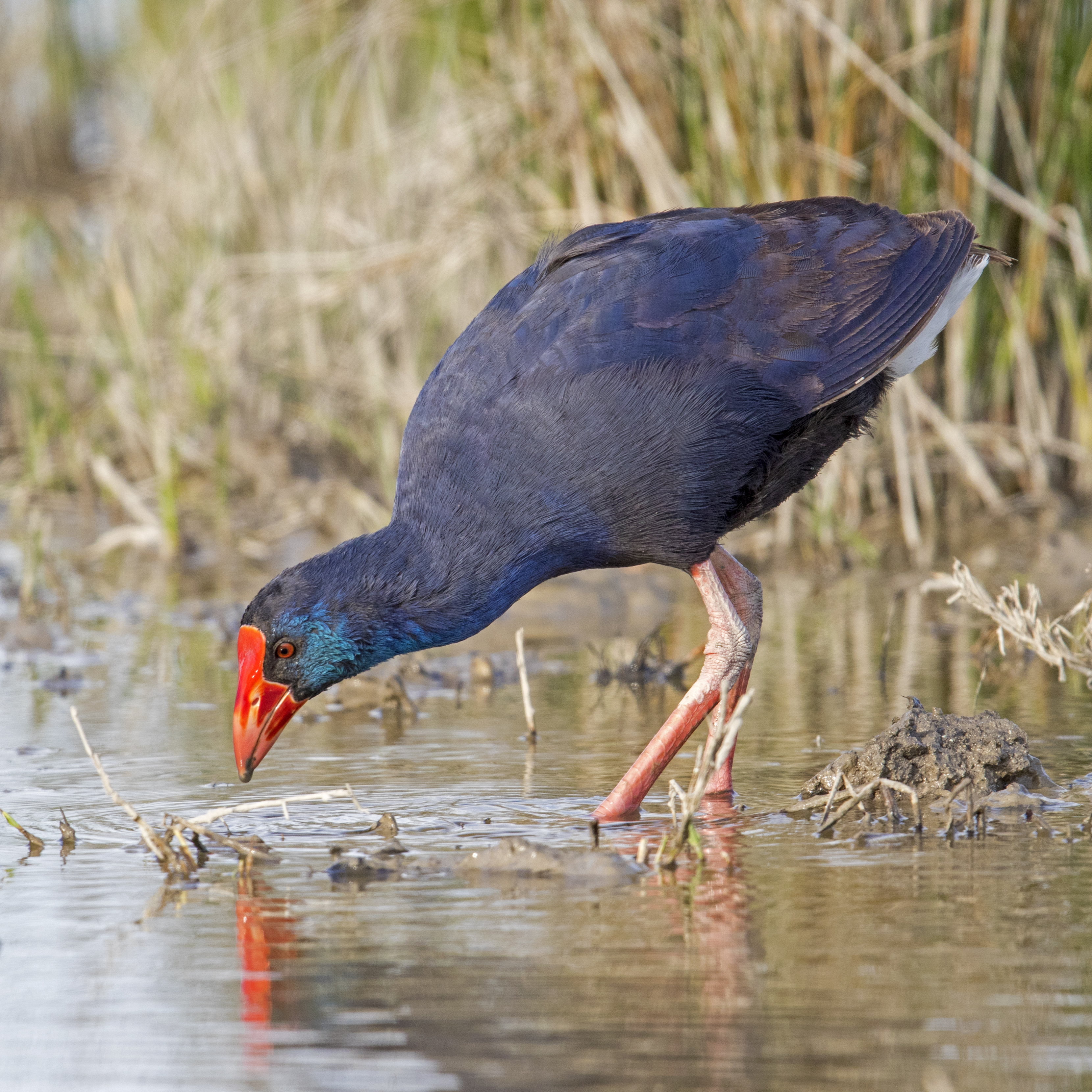
Purpurhuhn Porphyrio porphyrio
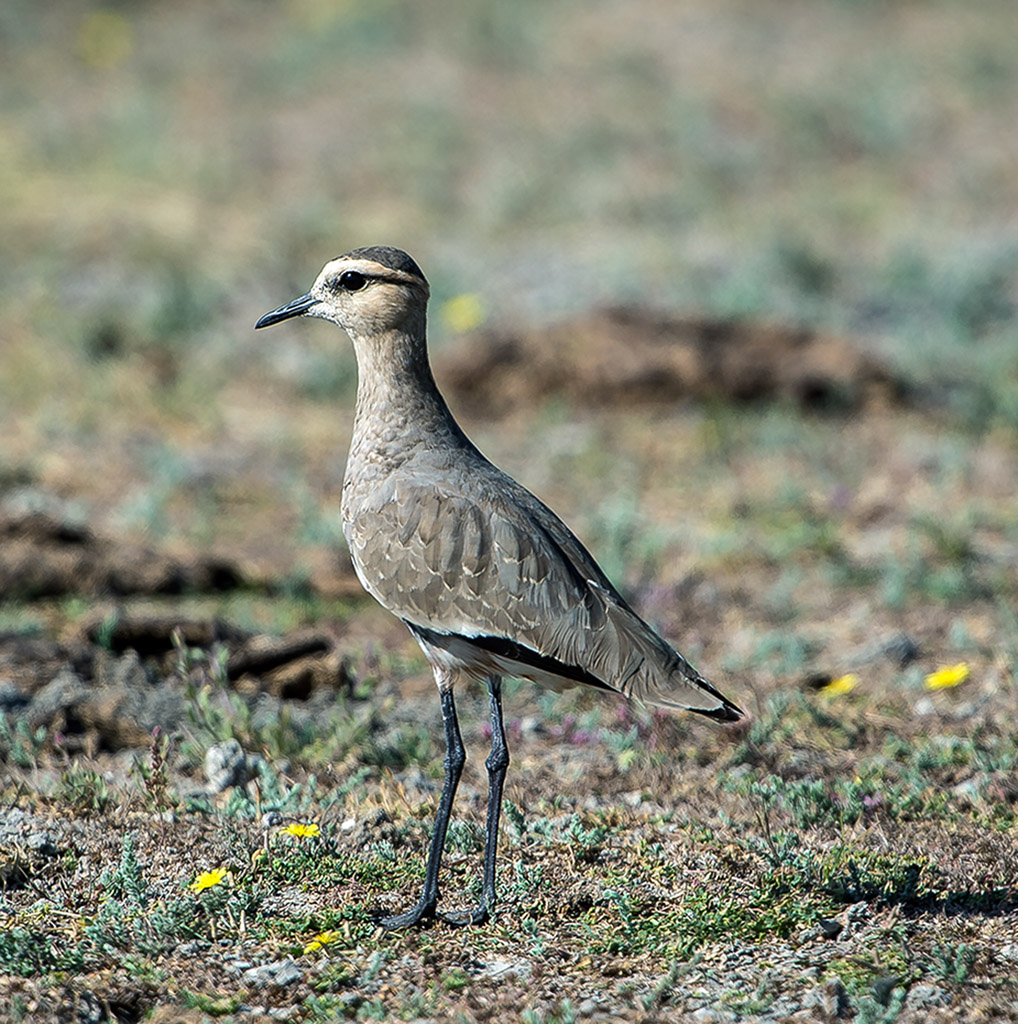
Steppenkiebitz Vanellus gregarius
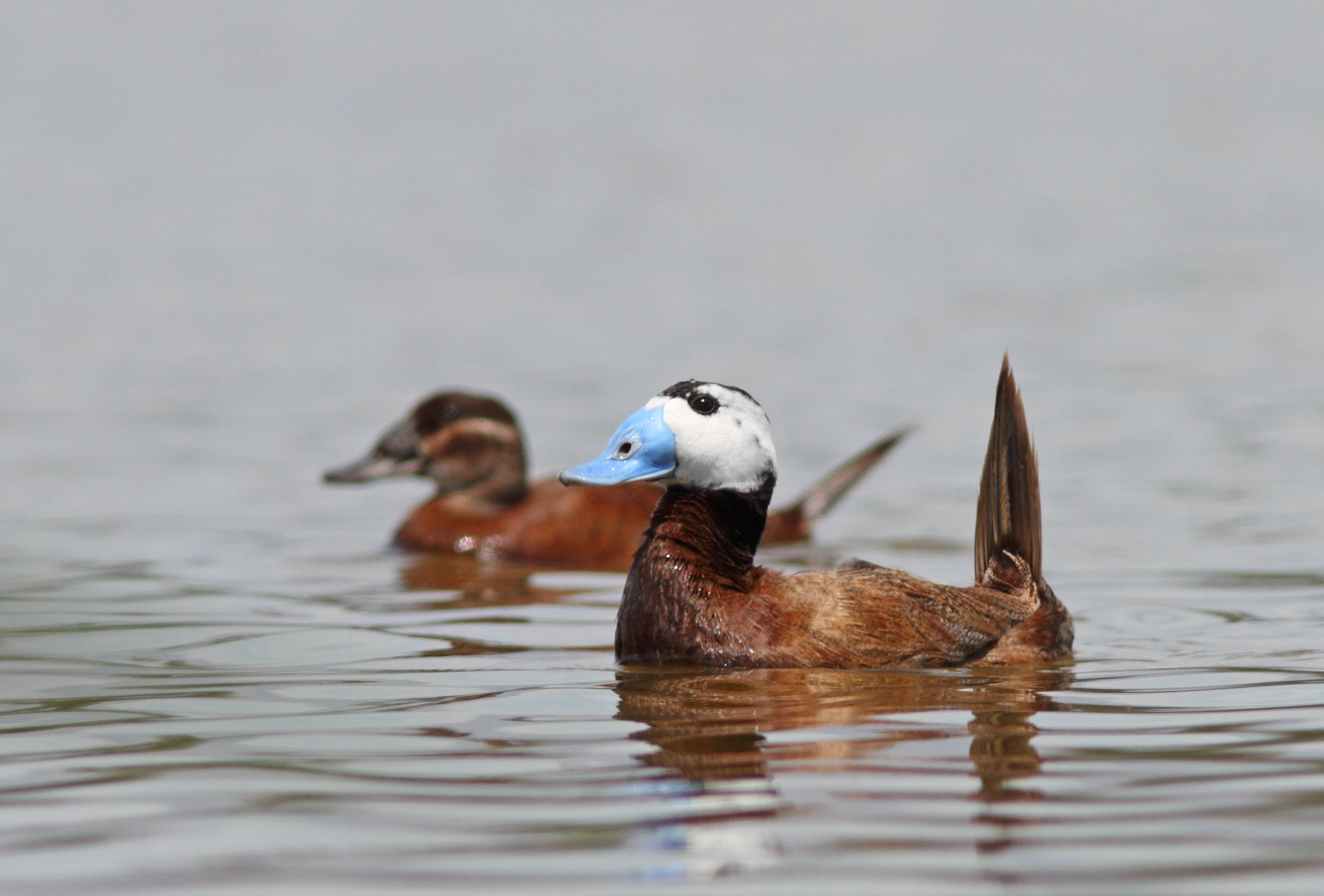
Weißkopf-Ruderente Oxyura leucocephala